# Lac Rogaguado
 (juin 2016).
Si vous disposez d'ouvrages ou d'articles de référence ou si vous connaissez des sites web de qualité traitant du thème abordé ici, merci de compléter l'article en donnant les références utiles à sa vérifiabilité et en les liant à la section « Notes et références ».
Le lac Rogaguado est un lac tropical situé au nord de la Bolivie, dans le département de Beni et dans la province de Yacuma. Il est proche du lac Ragagua. Il a une longueur de 25,40 km, un largeur de 18,53 km, et sa surface est de 315 km2, ce qui en fait un des plus grands lacs de Bolivie. Il contient six îles, les plus grandes ayant une superficie d’1 km2 et les plus petites de 0,65 km2, situées du côté nord du lac.